# Francisco González de Salcedo (religioso)
Francisco González de Salcedo fue un religioso de la Iglesia católica español ordenado obispo secular de Santiago de Chile, parte de la Capitanía General de Chile, que ejerció entre los años 1625 al 1634 en la Diócesis de Santiago. Sus textos, cartas a la Real Audiencia y escritos son considerados un aporte patrimonial cultural a la historia de Chile a mediados del siglo XVII.

## Biografía
Nacido en España, Ciudad Real en 1559, pertenecía a una familia imbuida en la Iglesia católica. A sus 23 años se embarcó a América del sur y acompañó a su tío Francisco Salcedo, obispo de Tucumán como ayudante de finanzas de esa diócesis. Ascendió a provisor y vicario general de la diócesis de Tucumán en ausencia del obispo. Más tarde regresó a España y en un corto periodo y volvió nuevamente a Tucumán como vicario. 
Fue comisario de la Cruzada y del Santo Oficio en Santiago del Estero y canónigo de la catedral de Charcas. Debido a su trayectoria fue nombrado obispo secular de la Diócesis de Santiago de Chile el 18 de enero de 1622. Fue consagrado en Charcas en 1624 y comenzó su obispado en 1625.
No bien llegado a Chile, gestionó en Cuyo en favor de los indios huarpes traídos como esclavos y yanaconas en reemplazo de mapuches fugados, hacia Chile central, creando conflictos con los encomenderos de ese  país, aplicando las disposiciones del Concilio de Trento. Posteriormente en el ejercicio pleno en Santiago de Nueva Extremadura, tuvo conflictos con los prelados de la Orden de San Agustín y con los Lisperguer, una familia de terratenientes de la zona central de Chile, en especial con la terrateniente Catalina de los Ríos y Lisperguer e intentó en varias oportunidades llevarla a juicio por sus supuestos abusos entre 1633 y 1634 hacia el final de su prelatura. Es gracias a cartas enviadas al Consejo de Indias y Real Audiencia que se mitificó en el colectivo popular a La Quintrala.
Los escritos y cartas enviados a la Real Audiencia y al Consejo de Indias fueron utilizados 240 años después por los historiadores  Benjamín Vicuña Mackenna y Magdalena Petit para reconstruir, divulgar, etiquetar y mitificar a La Quintrala como era llamada en sus respectivas obras.